# Heimdall (gra komputerowa)
Heimdall – pierwsza z serii dwóch gier opowiadających historię wikinga o imieniu Heimdall, mieszkającego w mitycznej krainie Valhalla. Obie pozycje stanowią oryginalne połączenie gry zręcznościowej z drobnymi elementami cRPG i przygodowymi. Sposób rozgrywki jest bardzo zbliżony do takich pozycji, jak Darkmere, lecz zastosowano wiele dosyć innowacyjnych rozwiązań.
Premiera pierwszej części gry odbyła się w 1992 roku. Grupa The 8th Day pod skrzydłami Core Design stworzyła tytuł, który zaskakiwał intrem wykonanym z dużym rozmachem. Opowiada ono historię podstępnej kradzieży magicznego miecza Odyna, młota Thora i włóczni Freya, dokonanej przez Lokiego – boga Zła. Loki umieścił te przedmioty na Ziemi – czyli w miejscu, po którym nie mogli stąpać bogowie bez utraty swoich nadludzkich zdolności. Powstał plan, aby zesłać na Ziemię ochotnika, który przyniósłby ich skradzione dobra. Wybór padł na pewną wioskę, w której z niepokalanego poczęcia narodził się Heimdall. 
Grafika w grze utrzymana jest w konwencji izometrycznej.